# Menindee
Menindee is een plaats in de Australische deelstaat New South Wales en telt 634 inwoners (2006).